# Amtsgericht Leipzig

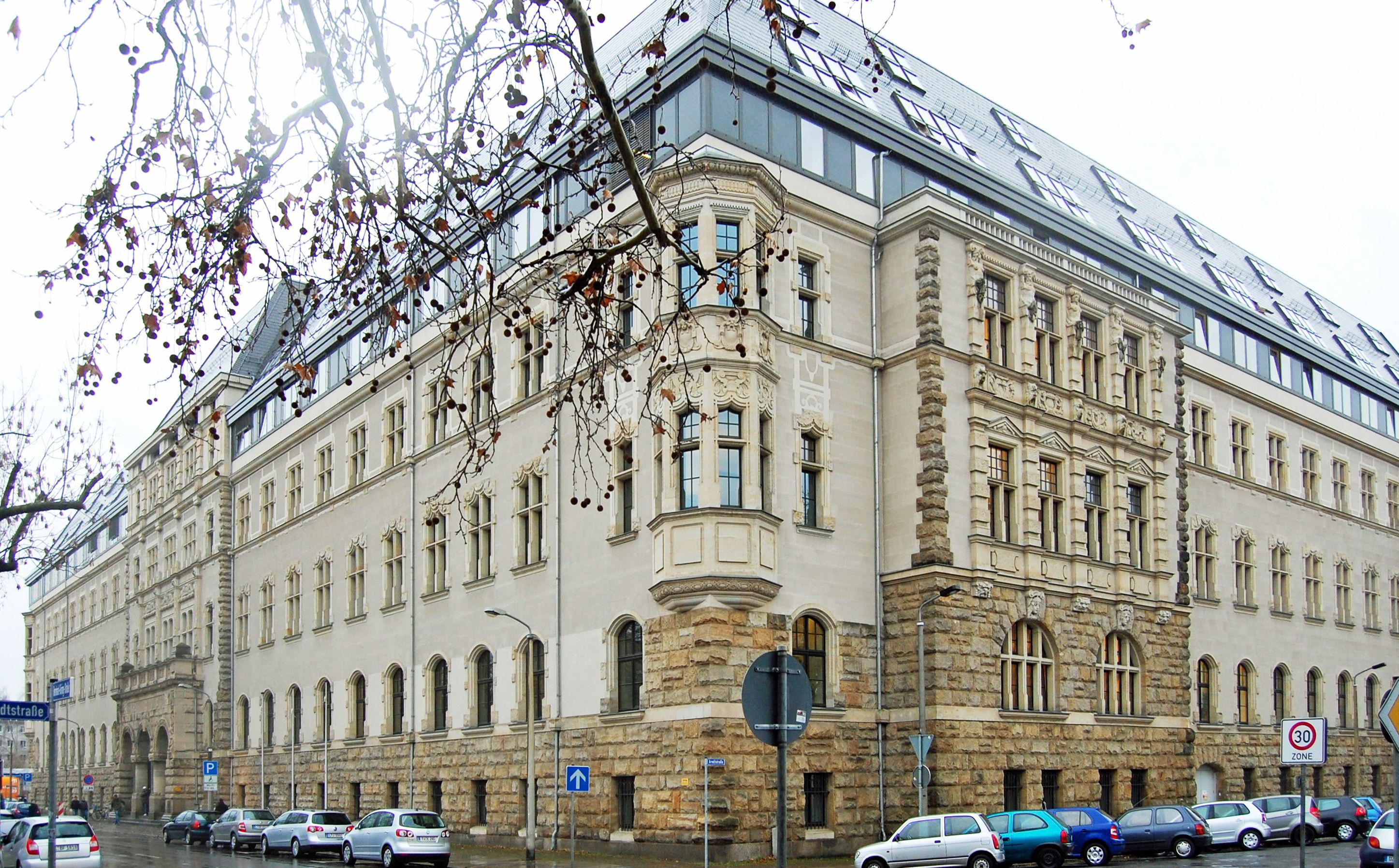
Amtsgericht Leipzig (2009)

Das Amtsgericht Leipzig ist ein Gericht der ordentlichen Gerichtsbarkeit und eines von insgesamt 25 Amtsgerichten im Freistaat Sachsen.

## Geschichte

Ehemaliges Amtsgerichtsgebäude im Peterssteinweg 2–8 (links im Bild, 1911)

Das Amtsgericht trat 1879 nach Inkrafttreten des Gerichtsverfassungsgesetzes an die Stelle des Bezirksgerichts Leipzig und der Gerichtsämter Leipzig I und II. Zum damaligen Zeitpunkt war das Gericht sowohl für die Stadt Leipzig als auch für 79 Landgemeinden zuständig. Dies waren: Leipzig, Abtnaundorf mit heiterem Blick, Anger, Baalsdorf, Barneck, Böhlitz, Breitenfeld, Burgaue, Burghausen, Connewitz, Cröbern mit Auenhain, Crostewitz, Crottendorf, Dechwitz, Dölitz mit Meusdorf, Dösen, Dreiskau, Ehrenberg, Engelsdorf, Eutritzsch, Gautzsch, Göbschelwitz, Göhren, Göltzschen, Gohlis, Großpösna mit Forsthaus im Oberholz, Großwiederitzsch, Großzschocher, Gruhna, Güldengossa, Gundorf mit Neuscherbitz, Hänichen, Hirschfeld, Holzhausen, Kleinwiederitzsch, Kleinzschocher, Kötzschwitz, Kospuden, Lauer, Leutzsch, Liebertwolkwitz, Lindenau, Lindenthal, Lößnig, Lützschena, Markkleeberg, Möckern, Mölkau, Neureudnitz, Neuschönefeld, Neusellerhausen, Oetzsch, Plagwitz, Podelwitz mit Kleinpodelwitz, Probstheida, Quasnitz, Raschwitz, Reudnitz mit neuem Anbau, Rödgen, Rüben, Schleußig, Schönau mit neuem Anbau, Schönefeld mit neuem Anbau, Seehausen, Sellerhausen, Sestewitz, Stahmeln, Störmthal, Stötteritz, Stünz, Tanzberg mit Magdeborn, Thonberg, Volkmarsdorf, Volkmarsdorfer Straßenhäuser, Wachau, Wahren, Windorf, Zehmen, Zuckelhausen, Zweinaundorf und das Zwenkauer Forstrevier (anteilig) sowie die Universitäts-Waldung, das Oberholz. Das Amtsgericht Leipzig war eines von 15 Amtsgerichten im Bezirk des Landgerichtes Leipzig. Der Amtsgerichtsbezirk umfasste danach 233.387 Einwohner. Das Gericht hatte damals 19 Richterstellen und war mit Abstand das größte Amtsgericht im Landgerichtsbezirk.
Nach der Auflösung des Amtsgerichtes Taucha übernahm es 1933 dessen Aufgaben. Im Dritten Reich war das Amtsgericht Leipzig zudem einziges Erbgesundheitsgericht im Landgerichtsbezirk Leipzig. Im Jahre 1943 übernahm es zudem die Geschäfte der Amtsgerichte Markranstädt und Zwenkau. Im Zuge der Neuordnung der Justiz in der DDR erfolgte 1952 die Auflösung des Gerichtes. Seine Aufgaben wurden von den neu errichteten Kreisgerichten der Stadtbezirke der Stadt Leipzig und dem Kreisgericht Leipzig-Land übernommen.
Das 1860 erbaute Königlich Sächsische Bezirksgericht befand sich im Peterssteinweg. Vor diesem Gericht fand 1872 der Leipziger Hochverratsprozess statt, woran eine Gedenktafel am Nachfolgebau erinnert. Im Zuge des 1874 beginnenden Baus des „Justizblocks“ gegenüber dem Reichsgerichtsgebäude wurde das alte Bezirksgericht durch einen Neubau ersetzt, dem 1877 bis 1881 von Landbaumeister Emil Anton Buschick und Oberbaurat Hugo Nauck erbauten Königlich Sächsischen Amtsgericht. Mehrere Geschäftsbereiche des Amtsgerichtes waren in anderen Gebäuden untergebracht (u. a. im bis 1906 errichteten Landgerichtsgebäude in der Elisenstraße 64 und in der Johannisgasse 9).
Teile des 1890 erweiterten Gerichtsgebäudes im Peterssteinweg 2–8 dienten später der Universität Leipzig. Räume des Erdgeschosses wurden vom Institut für Kunsterziehung (heute Institut für Kunstpädagogik) genutzt. Heute befindet sich im Erweiterungsbau im Peterssteinweg 8 eine Mensa der Universität. Der größte Teil des Gebäudekomplexes wird heute von der Polizei als Polizeipräsidium genutzt. 
Mit der Verordnung zur Änderung von Gerichtsbezirken im Lande Sachsen vom 5. Mai 1951 wurden die Gerichtsbezirke in der DDR an die Landkreise angepasst. Der Sprengel des Amtsgerichtes Leipzig war damit der Land- und den Stadtkreis Leipzig. Mit der Verwaltungsreform von 1952 wurde das Amtsgericht Leipzig aufgehoben und an seiner Stelle das Kreisgericht Leipzig errichtet. Gerichtssprengel blieb der Kreis Leipzig.
Das nach der deutschen Wiedervereinigung 1992 neu geschaffene Amtsgericht Leipzig hatte seinen Sitz zunächst in der Angerstraße 40–44 im Ortsteil Altlindenau. Im Jahre 1999 wurde es in die Bernhard-Göring-Straße 64 in der Südvorstadt verlegt.

Landgerichtsgebäude, in dem Teile des Amtsgerichtes untergebracht waren (1908)

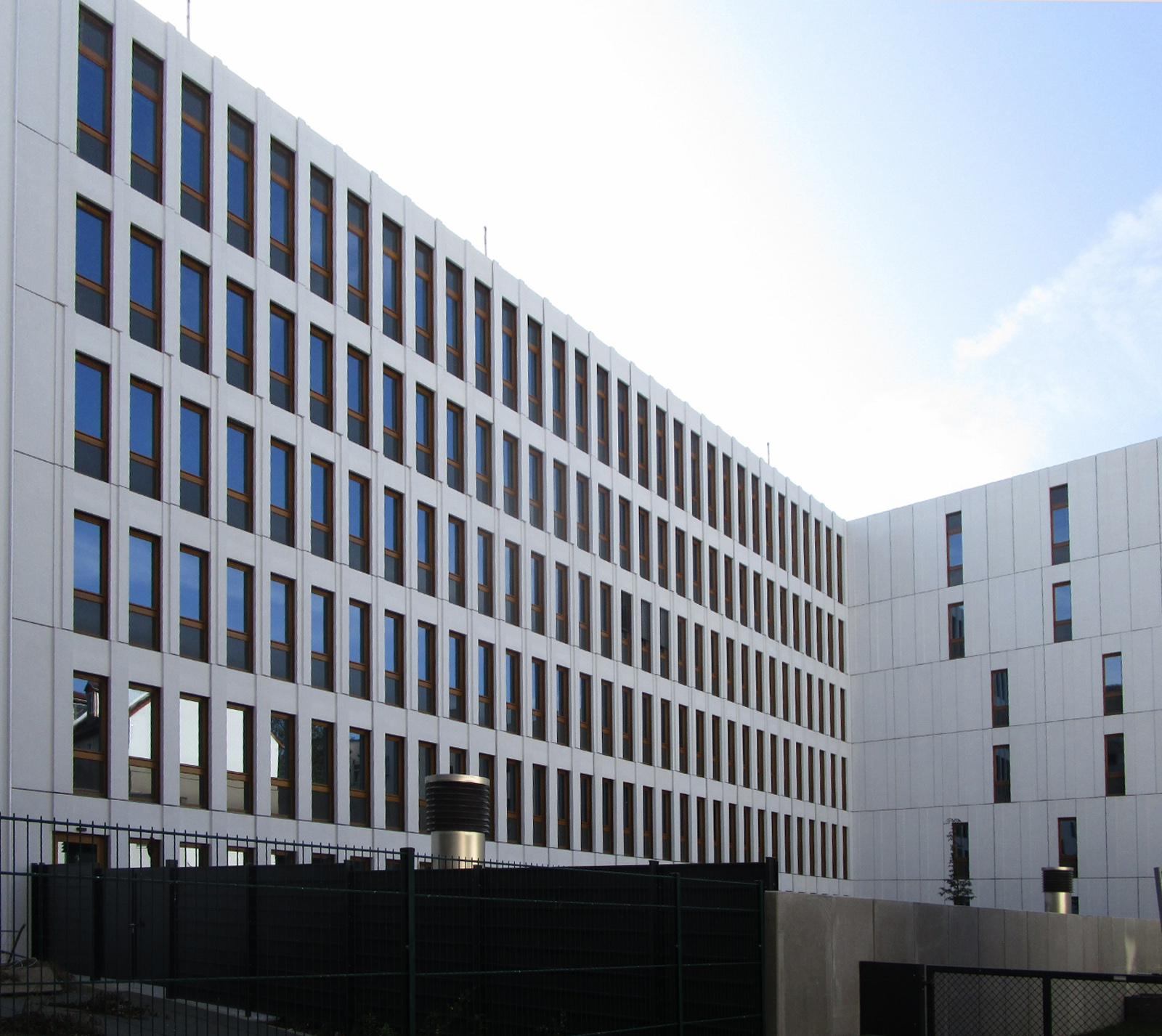
An der Stelle eines Zellentraktes wurde dieser Neubau für die Staatsanwaltschaft Leipzig errichtet.

Das 1902 bis 1906 nach Entwürfen von Arwed Roßbach und Theodor Kösser errichtete Justizgebäude in der Bernhard-Göring-Straße (bis 1950 Elisenstraße) beherbergte ehemals die Strafkammern des (Königlich Sächsischen) Landgerichtes sowie die Abteilung III (Schöffengericht für Strafsachen und Rechtshilfe) des (Königlich Sächsischen) Amtsgerichtes. Die große Vierflügelanlage in Formen der Neorenaissance diente bis nach dem Zweiten Weltkrieg ausschließlich als Gerichtsgebäude. Nach schweren Zerstörungen im Zweiten Weltkrieg erfolgte ein stark vereinfachter Wiederaufbau ohne die beiden polygonalen Ecktürme und ohne die bewegte Dachlandschaft mit ihren Renaissancegiebeln. Das Gebäude gehörte nun zum VEB Bau- und Montagekombinat Süd, der rückwärtig zwischen Arndtstraße und Alfred-Kästner-Straße befindliche Zellentrakt wurde jedoch weiterhin als Strafvollzugsanstalt genutzt. Nach Auflösung des Kombinats kaufte Jürgen Schneider das Grundstück. Nach Schneiders Konkurs ersteigerte eine Bank die Immobilie, die schließlich durch einen Tauschvertrag am 31. Dezember 1996 in den Besitz des Freistaats Sachsen gelangte. Von 1993 bis 1997 saß in dem Gebäude übergangsweise das Finanzgericht des Freistaates Sachsen. Vor Einzug des Amtsgerichts im Jahr 1999 erfolgte eine umfassende Sanierung des Baukomplexes, der Zellentrakt an der Rückseite wurde abgerissen. An seiner Stelle wurde von 2017 bis 2021 ein Neubau für 300 Mitarbeiter der Staatsanwaltschaft Leipzig errichtet (Entwurf: kister scheithauer gross architekten)
Die Grundbuchabteilung des Amtsgerichtes befindet sich in der Schongauerstraße 5 im Behördenzentrum Paunsdorf in direkter Nachbarschaft zum Paunsdorf Center.

## Gerichtsbezirk und Zuständigkeit
Der Gerichtsbezirk des Amtsgerichtes Leipzig umfasst den Bereich der kreisfreien Stadt Leipzig (§ 1 Abs. 4, Anlage Nr. 16 Sächsisches Justizgesetz). In diesem Gebiet lebten im Jahr 2006 etwa 505.000 Menschen. Über seinen Gerichtsbezirk hinaus sind dem Amtsgericht Leipzig auch folgende weitere Zuständigkeiten zugewiesen:
- Urheberrechtsstreitsachen, die in die Zuständigkeit der Amtsgerichte fallen für alle Amtsgerichte des Freistaates Sachsen
- Verfahren der Insolvenzordnung sowie Führung der Güterrechts-, Handels-, Genossenschafts- und Partnerschaftsregister für die Amtsgerichte Borna, Eilenburg, Grimma, Leipzig, Oschatz und Torgau
- Zwangsversteigerung und Zwangsverwaltung für die o. g. Amtsgerichte
- bestimmte Wirtschaftsstrafsachen, insbesondere Vorenthalten und Veruntreuen von Arbeitsentgelt sowie den Steuerstrafsachen gleichgestellte Taten und Ordnungswidrigkeiten, für die die Finanzbehörde die sachlich zuständige Verwaltungsbehörde ist, soweit das Amtsgericht als Gericht des ersten Rechtszuges zuständig ist, für die o. g. Amtsgerichte
- bestimmte Entscheidungen in Strafsachen einschließlich Jugendstrafsachen für die o. g. Amtsgerichte

## Beschäftigte
Das Amtsgericht Leipzig hat 521 Beschäftigte (Stand: 31. Dezember 2010). Darunter sind 74 Richter, 133 Beamte im gehobenen Dienst, 107 Beamte im mittleren Dienst, 20 Beamte im einfachen Dienst, 34 Gerichtsvollzieher, 151 Angestellte und zwei Auszubildende. Der Anteil an weiblichen Beschäftigten beträgt 76,0 %.

## Übergeordnete Gerichte
Dem Amtsgericht Leipzig übergeordnet ist das Landgericht Leipzig. Im weiteren Instanzenzug sind das Oberlandesgericht Dresden sowie der Bundesgerichtshof übergeordnet.
Das Amtsgericht Leipzig ist – neben den Amtsgerichten Chemnitz und Dresden – eines der drei Präsidialamtsgerichte in Sachsen. Die Dienstaufsicht über das Amtsgericht Leipzig als Justizverwaltungsbehörde (d. h. die nicht-richterliche Tätigkeit) obliegt daher dem Präsidenten des Oberlandesgerichtes Dresden. Dienstaufsichtsbehörde aller anderen Amtsgerichten ist der Präsident des jeweiligen örtlichen Landgerichtes und danach der Präsident des Oberlandesgerichtes.